# Mildbraedia
Mildbraedia es un género perteneciente a la familia de las euforbiáceas con cinco especies de plantas.

## Especies
- Mildbraedia carpinifolia
- Mildbraedia occidentalis J. Léonard

## Sinonimia
- Neojatropha Pax
- Plesiatropha Pierre ex Hutch.